# Michel Combes (militaire)
Pour les articles homonymes, voir Michel Combes et Combes.
Michel Combes, ou Combe, issu d'un milieu populaire lié aux Jacobins de Feurs puis bonapartiste fervent, est un militaire français né à Feurs (Loire) le 19 octobre 1787, et mort à Constantine le 13 octobre 1837.

## Le Premier empire
Il était le fils de Sébastien Combe et de Marie Julien, son père, né aussi à Feurs a fini comme colonel. D’abord soldat dans le corps de Davout, il sert au 17e régiment d'infanterie il est nommé caporal, puis fourrier et passe sergent-major, le 6 avril 1805. Il débute dans l'art militaire à Austerlitz, et assiste à la plupart des batailles de l'Empire.
Il est présent à Ulm, à la bataille d'Iéna où il se distingue pour la première fois le 14 octobre 1806, en arrivant le premier sur une batterie de six pièces de canons puis lorsqu’il reçoit sa première blessure, au pied lors de la bataille de Pułtusk (1806), au cou à Eckmühl, à Friedland, à Bautzen, et au mont Saint-Jean.
Il est promu au grade d’adjudant le 1er avril 1807 et reçoit la croix de la Légion d’honneur le 1er octobre. Le 21 avril 1809, il est blessé à nouveau lors de l’attaque du château d’Eckmühl. Il est nommé sous-lieutenant le 7 juin 1809 puis promu au grade de lieutenant le 18 mai 1811 et adjudant major le 6 décembre.

## À la Garde impériale
Le 10 juin 1812, il entre avec son grade au 1er régiment de grenadiers-à-pied de la Garde impériale. Lors de la défection de Marmont, en voyant le mouvement de retraite sur Versailles, il se hâte de prévenir Napoléon à Fontainebleau. 
Il fait la Campagne de Russie (1812) avec ce corps d’élite où il a le pied gauche gelé à Osmiana. Le 19 mars 1813, il est nommé capitaine, adjudant major au 135e régiment d’infanterie de ligne. En 1814, il rentre de nouveau dans la Garde, suit l’Empereur à l’île d’Elbe comme capitaine au bataillon Napoléon et termine adjudant major du carré de la Vieille Garde au milieu duquel se réfugie Napoléon à Waterloo. 
Le 13 avril 1815, il est chef de bataillon au 1er régiment de grenadiers à pied de la Garde impériale avec rang de lieutenant-colonel dans la Ligne. Promu officier de l’ordre impérial de la Légion d’honneur le 11 juin, la promotion est annulée par l’ordonnance royale du 1er août.

## Au Texas
Il est licencié le 10 novembre et interné à Montbrison. Ainsi se termine la première partie de sa carrière. Sous la Restauration, déjà vieux grognard poursuivi par les rancunes de ses ennemis politiques, il part pour l’exil. Il s’installe au Texas avec le général Lallemand pour y fonder le Champ d’asile, colonie de proscrits bonapartistes. Là, il épouse le 17 juillet 1823, Elisa Walker, la fille d'un aide de camp de George Washington. 
Les événements des journées de juillet 1830 le ramènent en France et il est placé le 24 décembre, au 24e régiment d’infanterie de ligne avec le grade de lieutenant-colonel. Il reçoit de nouveau la croix d’officier de la Légion d’honneur le 26 mars 1831.

## Crise d'Italie (1832-1838)
En 1831, lorsque la Romagne s'insurge contre le Saint-Siège, auquel elle demande des réformes, impuissant à la réduire par ses propres forces, le pape implore l'appui de l'Autriche, et, à sa demande, six mille Autrichiens sont introduits à Bologne, le 28 janvier 1832.
Pour arrêter les suites de cette « invasion », le cabinet français décide d'occuper Ancône. Un vaisseau, le Suffren, et deux frégates, l'Artémise et la Victoire, sont armées à Toulon, le 7 février 1832, sous les ordres du capitaine de vaisseau Gallois, et avec deux bataillons du 66e régiment d'infanterie de ligne, forts de 1 100 hommes, et commandés par le colonel Combes.
La division navale parait le 22 février en vue d'Ancône. La nuit venue, les dispositions sont faites pour le débarquement. Une partie des troupes descend à terre à trois heures du matin, et marche sur la ville dont les portes sont fermées.
Les Français se précipitent dans la ville, partagés en deux colonnes, l'une dirigée par le colonel Combe, l'autre par un chef de bataillon. Les différents postes occupés par les soldats pontificaux sont désarmés, et à la pointe du jour, toute la ville est au pouvoir des Français.

## En Algérie

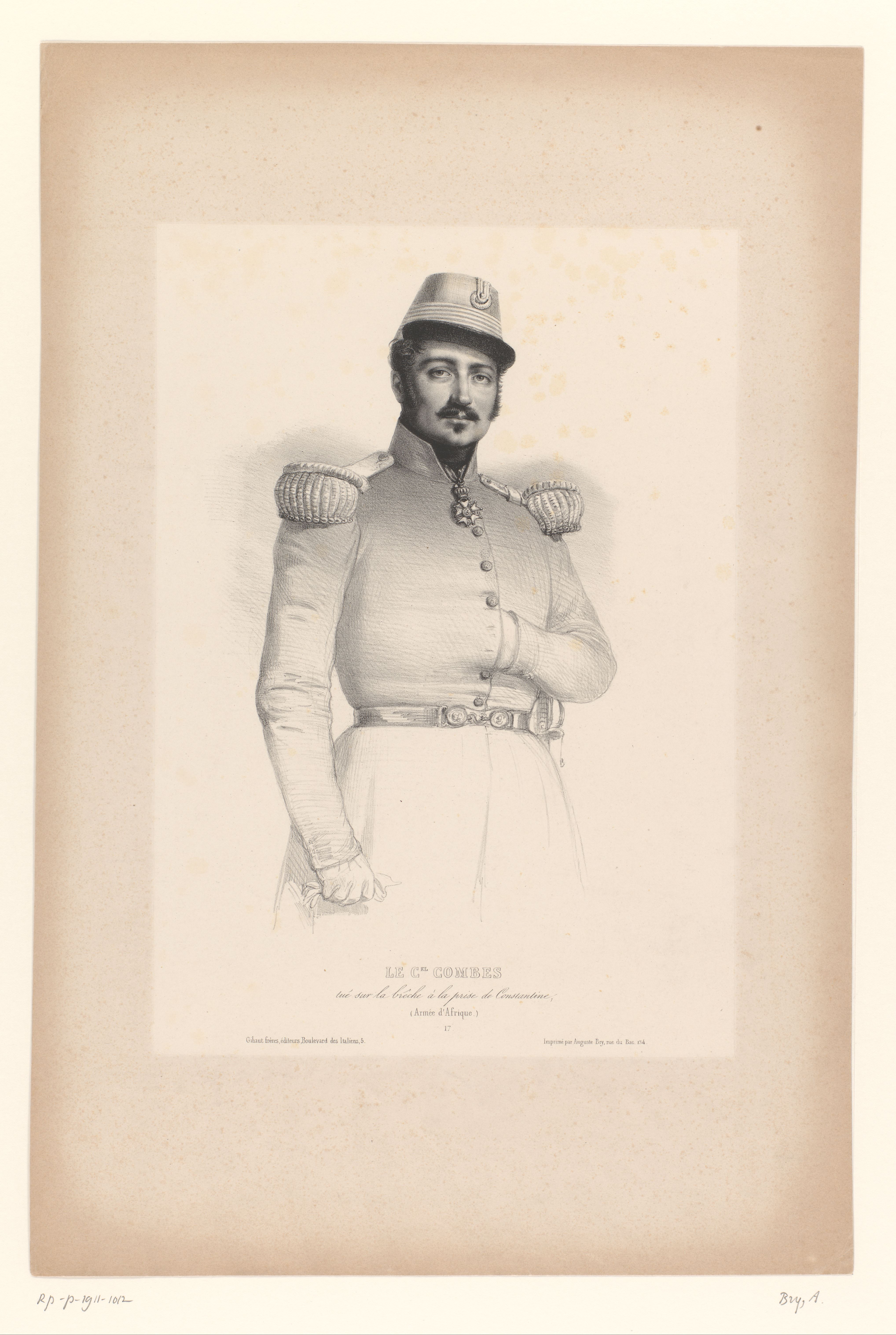
Portrait de Michel Combe par Auguste Bry

Le 1er mai 1832, il est placé à la tête de la Légion étrangère. Par suite d’une mésentente avec le général Dalton, commandant la division d'Alger, il est muté six mois plus tard, au 47e régiment d'infanterie de ligne, à Montpellier,
Plus tard le colonel Combe est envoyé en Algérie, où il commande le 47e régiment d'infanterie de ligne. Il prend part à presque toutes les affaires jusqu'à la prise de Constantine et fut fait commandeur de la Légion d'honneur le 17 janvier 1836.
Le 13 octobre 1837, à 7 heures du matin, l'assaut de la place de Constantine est ordonné. Dès que la première colonne, sous les ordres du colonel de Lamoricière, a dépassé la brèche, le colonel Combe s'élance pour la soutenir à la tête de la deuxième colonne. Il arrive sur la muraille, au moment même où une explosion terrible éclate et ravage les rangs des assaillants. Il prend aussitôt le commandement que le colonel de Lamoricière, blessé et privé de la vue dans l'explosion, cesse d'exercer.
Mortellement atteint coup sur coup en plein dans la poitrine, il refuse de quitter le combat pour aller se faire panser, et continue encore à commander ses soldats.
Le colonel Combe eut encore la force de retourner presque seul au bivouac de son régiment, et quelques minutes après, il était couché sur son lit funèbre pour ne plus se relever.
La piété des soldats pour leur chef a élevé à Constantine une tombe au colonel Combe. Ce monument, adossé à un marabout, regardait la porte Bad-el-Djédid et la brèche.
La ville de Feurs (Loire) avait décidé que la statue de Combe ornerait la principale place, et l'exécution en a été confiée au ciseau de M. Foyatier ; elle a été inaugurée le 16 octobre 1839.
 Cette statue est érigée dans sa ville natale ; et sous la base son cœur a été déposé par l'ordre de Louis-Philippe Ier, roi des Français. Une loi du 18 mars 1840 a accordé à sa veuve une pension de 2 000 francs, à titre de récompense nationale.
À Paris, une rue du Colonel-Combes perpétue toujours son souvenir.